# Bommerlunder
Bommerlunder er en 38 % kommenbrændevin fremstillet i Tyskland. Indtil 1997 blev snapsen fremstillet af firmaet Hermann G. Dethleffsen, Flensborg og fra år 2000 af firmaet Berentzen, Haselünne i det sydvestlige Niedersachsen.
Opskriften stammer fra den tidligere hærvejskro Bommerlund Kro, der lå 200 m syd for Gejlå Bro.
Ifølge legenden "betalte" en fransk officer med opskriften, da han ikke kunne betale sin regning på kroen i 1759, hvor han besøgte kroen. Kroejer Peter Schwennesen satte produktionen af snapsen i gang.
Snapsen var senere med til at gøre Bommerlund Kro kendt i området.
På stedet, hvor Bommerlund Kro lå, blev der i 1960 sat en mindesten.

## Ekstern henvisning
- Bommerlunders historie